# Вестхайм (Пфальц)
Вестхайм (нем. Westheim) — община в Германии, в земле Рейнланд-Пфальц.

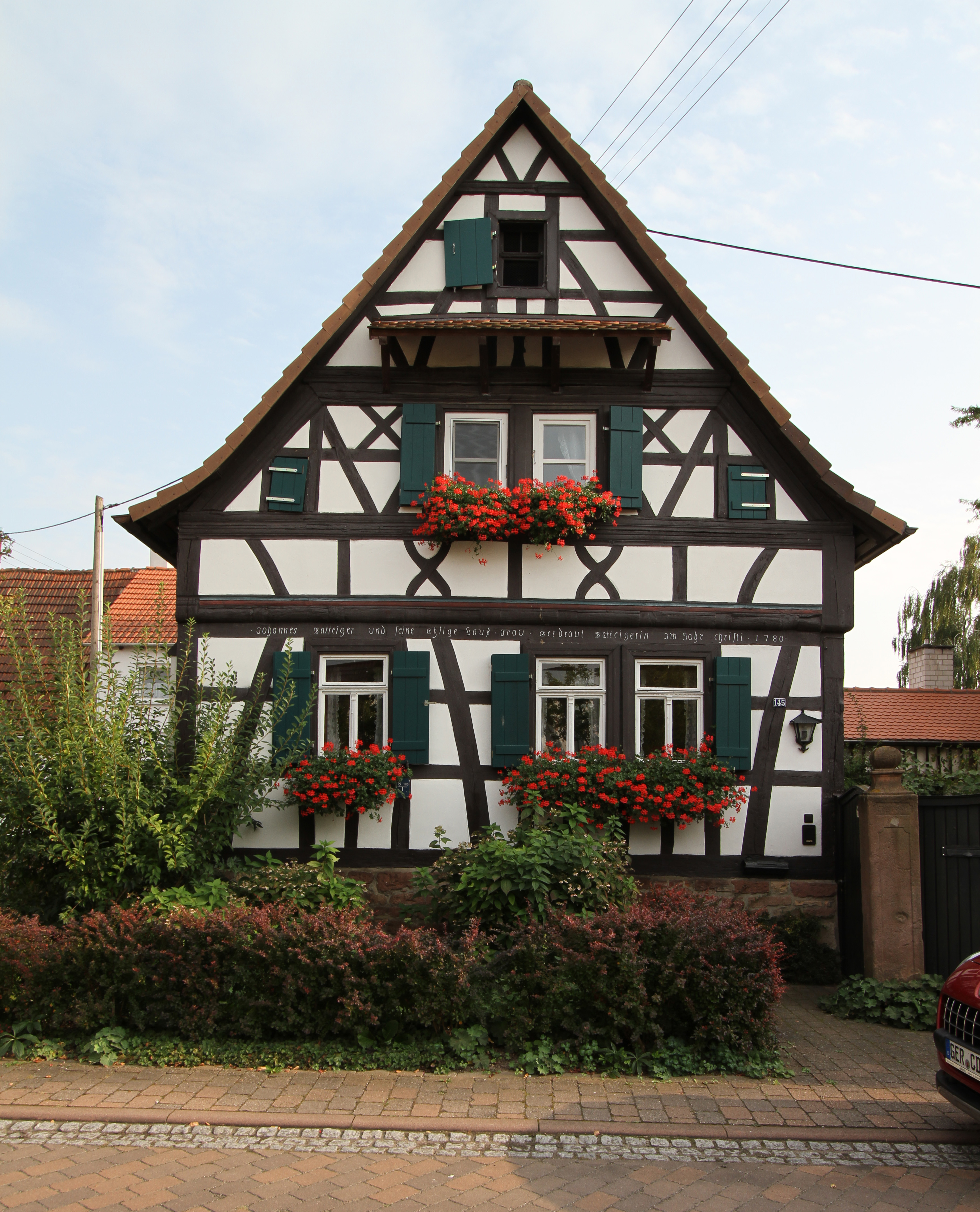

Входит в состав района Гермерсхайм. Подчиняется управлению Лингенфельд. Население составляет 1728 человек (на 31 декабря 2010 года). Занимает площадь 7,12 км².